# فيروس التهاب المعدة والأمعاء الساري
فيروس التهاب المعدة والأمعاء الساري (اختصارًا TGEV) هو فيروس كورونا يُصيب الخنازير، وهو فيروس رنا مُفرد السلسلة مُغلف إيجابي الاتجاه، ويدخلُ إلى خلايا العائل عبر الارتباط مع ألانين أمينوبيبتيداز. ينتمي إلى جنس فيروس كورونا ألفا.